# Petra Kandarr
Petra Kandarr z domu Vogt (ur. 20 sierpnia 1950 w Halle, zm. 12 marca 2017 w Karlsruhe) – niemiecka lekkoatletka, sprinterka, trzykrotna mistrzyni Europy z 1969. W czasie swojej kariery reprezentowała Niemiecką Republikę Demokratyczną.
Na mistrzostwach Europy w 1969 w Atenach wywalczyła trzy złote medale: w biegu na 100 metrów, biegu na 200 metrów i w sztafecie 4 × 100 metrów (która biegła w składzie: Regina Höfer, Renate Meißner, Bärbel Podeswa i Petra Vogt). W tym samym roku została wybrana najlepszą sportsmenką NRD.
Zdobyła srebrny medal w sztafecie 4 × 100 metrów na mistrzostwach Europy w 1971 w Helsinkach (sztafeta NRD biegła w składzie: Karin Balzer, Renate Stecher, Petra Vogt i Ellen Strophal). Na tych samych mistrzostwach zajęła 7. miejsce w biegu na 100 metrów. Na halowych mistrzostwach Europy w 1973 w Rotterdamie zdobyła srebrny medal w biegu na 60 metrów (za Annegret Richter z RFN). Zajęła 8. miejsce w biegu na 200 metrów na mistrzostwach Europy w 1974 w Rzymie.
Była mistrzynią NRD w biegach na 100 metrów i na 200 metrów w 1969, wicemistrzynią na 100 metrów w 1973, na 200 metrów w 1972 oraz w sztafecie 4 × 100 metrów w 1968 i 1974, a także brązową medalistką na 200 metrów w 1973 i 1974 oraz w sztafecie 4 × 200 metrów w 1968. Była również halową wicemistrzynią NRD w biegu na 60 metrów w 1973 oraz brązową medalistką na 55 metrów w 1970 i na 100 jardów w 1973.
Kandarr ustanawiała rekordy NRD w biegu na 100 metrów (11,3 s 11 czerwca 1969 w Halle), dwukrotnie w biegu na 200 metrów (do czasu 23,0 s 11 września 1969 w Berlinie) i czterokrotnie w sztafecie 4 × 100 metrów (do wyniku 43,6 s 20 września 1969 w Berlinie).
Jej córka Jana Kandarr była znana tenisistką.